# Joué-lès-Tours
Joué-lès-Tours är en kommun i departementet Indre-et-Loire i regionen Centre-Val de Loire i de centrala delarna av Frankrike. Joué-lès-Tours ligger sydväst om staden Tours. År 2022 hade Joué-lès-Tours 38 432 invånare.

## Befolkningsutveckling
Antalet invånare i kommunen Joué-lès-Tours
Referens:INSEE